# 扬子江城市群
扬子江城市群，是江苏省沿江八市组成的城市群，包括南京、镇江、常州、无锡、苏州、扬州、泰州、南通，面积5.1万平方公里，总人口近5000万，人均GDP超过12万元。

## 历史
2016年10月，江苏省在推动长江经济带发展工作座谈会上提出了“打造扬子江城市群”的战略构想。2017年6月20日，江苏省委、江苏省政府在南京召开深入研究扬子江城市群建设问题座谈会。7月22日，江苏省发改委、江北新区和中国城市经济专家委员会在南京举行扬子江城市群协同发展高层会议，江苏省发改委透露该部门正在起草扬子江城市群总体规划。

## 经济
核心引领、产业同构、生态短板、南北融合是制约扬子江城市群建设的主要问题。例如，沿江八市化工园区密布，导致了产业同构和生态短板的问题。

## 交通
沿江八市内部交通，约60%为公路，23%为铁路。沿江八市境内已建成铁路1880公里，其中高铁750公里，但人均长度仍低于全国平均水平。铁路基本为东西向，过江通道不足。